# Merci Docteur Rey
Merci Docteur Rey es una película francesa de 2002 dirigida por Andrew Litvack y protagonizada por Dianne Wiest y Jane Birkin. La película ha sido vapuleada por la crítica especializada, contando con un 0% de aprobación en la página Rotten Tomatoes. Sin embargo, en la misma página tiene un 65% de aprobación de la audiencia.

## Sinopsis
Después de buscar en la sección de contactos homosexuales de los periódicos, el joven Thomas consigue una cita, pero se ve envuelto en un triángulo amoroso ilícito para observar la relación sexual de un hombre mucho mayor. Thomas termina siendo testigo de lo que resulta ser su asesinato. Al día siguiente, su madre, una diva de la ópera, le cuenta que su padre desaparecido ha estado en París, pero ha sido asesinado la noche anterior.

## Reparto
- Dianne Wiest es Elisabeth Beaumont.
- Jane Birkin es Pénélope.
- Stanislas Merhar es Thomas Beaumont.
- Bulle Ogier es Claude Sabrié.
- Karim Saleh es el asesino.
- Didier Flamand es el detective.
- Simon Callow es Bob.